# Oddychanie holotropowe
Oddychanie holotropowe (dosłownie: zmierzanie do całości, z gr. holos – całość, trepein – zmierzanie w kierunku czegoś) – eksperymentalna technika psychoterapeutyczna opracowana przez Stanislava Grofa wspólnie z żoną Christiną Grof, mająca umożliwiać dostęp do odmiennych stanów świadomości. Metoda łączy w sobie pogłębione i przyspieszone oddychanie, oraz relaksację i muzykę jako czynniki potencjalnie wspomagające w leczeniu głębokich kryzysów psychicznych. Skuteczność metody nie została udowodniona i wymagane jest przeprowadzenie dalszych badań naukowych.

## Przebieg
Przyspieszenie tempa i pogłębienie oddechu ma zdaniem zwolenników metody rozluźniać psychologiczne mechanizmy obronne prowadząc do wyzwolenia odmiennego stanu świadomości i wyłonienia się materiału nieświadomego i nadświadomego. Tak uzyskany stan ma aktywować naturalne wewnętrzne procesy uzdrawiające, poprzez serię głębokich przeżyć, których treści są unikalne i właściwe dla konkretnej osoby i jej stanu w danym czasie. Innymi słowy "wewnętrzna inteligencja" ma "zająć się" tym, co jest w danej chwili najistotniejsze w procesie uzdrawiania (rozwoju). Każda sesja, pomimo powtarzalnych motywów, jest odmienna. Podczas oddychania holotropowego uwalniana ma być zablokowana w organizmie energia, nastąpić ma integracja wyłaniających się emocjonalnych przeżyć. Po sesji oddychania holotropowego praktykowane jest rysowanie mandali jako technika wspomagająca proces integracji wyłonionego materiału.
Oddychanie holotropowe przeprowadzane jest zazwyczaj w grupach, w których wyróżnia się obserwatora i osobę (osoby) doświadczającą. Rolą obserwatora jest asystowanie osobie przechodzącej proces przy możliwie jak najmniejszej ingerencji.

## Zagrożenia
Podczas oddychania holotropowego, hiperwentylację stosuje się świadomie z zamiarem terapeutycznym.
Według niektórych krytyków oddychanie holotropowe to wywoływanie hiperwentylacji nieuzasadnionej potrzebami metabolicznymi ustroju. Takie działanie może prowadzić do hipokapni, w wyniku której może pojawić się uczucie „braku powietrza" pomimo nadmiernego oddychania, zaś ta ostatnia może prowadzić do okresowego bezdechu, odruchowego niedokrwienia mózgu oraz do alkalozy. W wyniku zmian we krwi spowodowanych hiperwentylacją może dojść do utraty przytomności.
Rhinewine i Williams (2007), odwołując się do literatury medycznej dotyczącej hiperwentylacji w kontekście artykułu teoretycznego o oddychaniu holotropowym, stwierdzają jednak, że "procedura dobrowolnej hiperwentylacji okazała się bezpieczna wskutek medycznego monitorowania potencjalnych stanów niepożądanych, zaś wiele studiów wykazało, że jest pomocna w leczeniu niepokoju oraz jako narzędzie diagnostyczne i znieczulające".

## Ocena
Aktualnie (2022) jest mało artykułów na temat oddychania holotropowego ogłoszonych w recenzowanych pismach fachowych. Aby potwierdzić, że terapia holotropowa może być przydatne w leczeniu zaburzeń psychicznych, konieczne będą dalsze badania. Obecnie nie znajduje jest rekomendowana jako metoda leczenia przy jakimkolwiek zaburzeniu przez WHO, NICE ani APA ze względu na brak wiarygodnych danych badawczych do wydania takiej rekomendacji.